# Шевлягина, Мария Николаевна
Мария Николаевна Шевлягина (1835—1921) — коломенская благотворительница, потомственная почётная гражданка, жена купца 1-й гильдии, скотопромышленника Н. А. Шевлягина. В историю Коломны вошла благодаря строительству первого городского водопровода, многочисленным пожертвованиям на нужды церкви, обустройству бесплатной столовой, содержанию персонального отделения в Кисловской больнице, частной благотворительности.

## Биография
Мария Николаевна родилась в семье коломенских купцов: отец — Николай Давыдович Шарапов, мать — Дарья Кондратьевна, урожденная Шапошникова. Став невесткой Шевлягиных, Мария Николаевна оказалась под стать семье мужа. В браке родилась дочь Екатерина. После смерти супруга 50-летняя вдова самостоятельно ведёт семейное дело. К началу XX века она владела 20 тысячами десятин земли, конным заводом в Воронежской губернии и капиталом в Кисловском банке.

## Благотворительность

### Строительство коломенского водопровода
Согласно духовному завещанию мужа Марии Николаевны, Николая Афанасьевича Шевлягина, передавалось «на различные благотворительные учреждения Коломны 135 000 рублей и на устройство водопровода 50 000 рублей». Острая необходимость в строительстве водопровода была вызвана тем, что коломенцы пользовались исключительно речной, загрязнённой водой, из-за чего случались частые эпидемии, уносившие тысячи жизней.
Мария Николаевна, заручившись поддержкой зятя, Владимира Михайловича Лежнева, владельца Еланского конного завода, начала претворять последнее волеизъявление супруга. От имени Владимира Михайловича в городскую управу было написано заявление о желании Марии Николаевны построить водопровод для жителей Коломны. В документе было оговорено следующее: «по окончании постройки водопровода, последний должен перейти в полное заведывание и распоряжение города, но при условии, чтобы вода из водопровода отпускалась для всех жителей города Коломны бесплатно». Для устройства водонапорной башни городские власти обратились в московскую фирму А. В. Бари, где порекомендовали проект главного инженера Владимира Григорьевича Шухова. В 1902 года неподалёку от церкви Иоанна Богослова появилась металлическая водонапорная башня, благодаря которой вода из артезианской скважины равномерно по трубам растекалась к водоразборным колонкам, установленным в разных частях города. Примечательно, что коломенцы до сих пор называют колонки бассейками. В знак благодарности за устройство водопровода городская управа преподнесла М. Н. Шевлягиной, В. М. Лежневу и инженеру Климову адрес и икону.
Мария Николаевна не только построила водопровод на семейные деньги, но и выделила дополнительные средства в размере 150 тысяч на его содержание.

### Другие благодеяния
Мария Николаевна приняла участие в судьбе важного для Коломны финансового учреждения — Кисловского банка. Семейный капитал Шевлягиных спас банк от банкротства и закрытия. В знак признательности вновь избранные городские власти присвоили банку имя благотворительницы.
Шевлягина содержала персональное отделение в Кисловской больнице, именной счёт в пользу бедных коломенских невест, капитал бесплатной столовой. Много жертвовала на храмы и монастыри. В 1893 году она передала «153 десятины 1 080 саженей земли с лесом при сельце Панине и смежной пустоши Фоминке» Брусенскому монастырю. На обновление Успенского собора в 1894 году передала 36 000 рублей. За значительные пожертвования Шевлягиной «на благолепие Храма Божия при Коломенском Успенском соборе» городская управа постановила учредить в учебных заведениях города две стипендии — её имени и имени покойного мужа Н. А. Шевлягина. М. Н. Шевлягина облагодетельствовала и домовую церковь Шевлягиных — церковь Рождества Христова (1725), обновление внутреннего убранства которой обошлось в 100 000 рублей.
В 1893 году передала 800 рублей на открытие ночлежного дома, на эти средства был куплен деревянный флигель и открыто женское отделение; в целом, содержание ночлежного дома обходилось Шевлягиной в 383 рубля по данным за 1902 год. В 1886 году Шевлягина передала совместно с купчихой Колесниковой в фонд помощи бедным 50 000 рублей. На детские богоугодные заведения чета Шевлягиных пожертвовала 50 000 рублей, на благотворительную стипендию Шевлягиных содержалось 18 детей. Мария Николаевна жертвовала и в «Общество вспомоществования недостаточным учащимся».
В начале XX века Мария Николаевна ссудила рабочим завода братьев Струве некоторую сумму на строительство собственных домов в селе Боброво. Причём сумма долга (с учётом процентов) была настолько необременительна, что возврат его не представлял трудности для должника.

## В воспоминаниях современников
По воспоминаниям современников, Шевлягина была человеком щедрым, однако деньги считать умела и без разбора не тратила. Она с уважением относилась к труду и не любила праздность. Рассказывали, что одной из своих родственниц, которая не отличалась трудолюбием, Мария Николаевна на Рождество подарила бублик, то есть «дырку от бублика».

## Память
В резервуаре водонапорной башни в 2014 году открылся единственный в России Музей истории жилищно-коммунального хозяйства. Созданием экспозиции занимался коломенский краевед Александр Евгеньевич Денисов, изучающий историю края более тридцати лет. В музее хранятся подлинные чугунные доски с одной из шести шевлягинских колонок 1902 года. Представлена бассейка образца 1936 года.
В 2017 году бывшая площадь, известная под народным топонимом "Площадь пяти углов", была названа именем Марии Николаевны Шевлягиной. МУП «Тепло Коломны» установило памятный знак в честь этого события. В этом же году на территории МУП «Тепло Коломны» была открыта памятная доска в честь Марии Николаевны.
19 сентября 2020 года в День города в Коломне открыли памятник Марии Шевлягиной. Бюст мецената появился рядом с Музейной фабрикой пастилы на улице Полянской. Его автором стал представитель союза художников России, скульптор, дважды Лауреат Премии ФСБ России Валерий Серёжин. С инициативой установки памятника выступил коллектив коломенских теплоэнергетиков во главе с директором муниципального унитарного предприятия «Тепло Коломны. Объединённые инженерные системы» Николаем Герлинским.